# Vicki Schultz
Vicki Schultz är professor i juridik vid Yale Law School. Hennes främsta ämnesområden är diskrimineringslagstiftning gällande arbetslivet, feminism och juridik samt kön och arbete. Hon har en Bachelor of Arts (motsvarande filosofie kandidat) från University of Texas (1977) och en Juris Doctor (motsvarande juris kandidat) från Harvard (1981).